# Deutscher Drehbuchpreis
Der Deutsche Drehbuchpreis wird seit 1988 vom Kulturstaatsminister vergeben. Jährlich werden bis zu drei unverfilmte Spielfilm-Drehbücher für den Deutschen Drehbuchpreis nominiert.
Der Preis ist mit der Verleihung der Lola-Statuette des Deutschen Filmpreises und mit einer Prämie von 10.000 Euro verbunden. Weitere 20.000 Euro können als Förderungshilfe für die Fortentwicklung des Drehbuchs bereitgestellt werden. Die Nominierung für den Preis ist mit 5.000 Euro prämiert.
Der Preis wird ausschließlich an Drehbücher verliehen, mit deren Verfilmung zum Zeitpunkt der Jurysitzung noch nicht begonnen wurde. Drehbücher können nur von den Filmförderungen und dem Verband Deutscher Drehbuchautoren sowie VeDRA und VDB zur Nominierung vorgeschlagen werden.

## Entwicklung
Der Deutsche Drehbuchpreis entsprang 1988 Gesprächen der Arbeitsgemeinschaft der Drehbuchautoren (Vorläufer des Verbandes Deutscher Drehbuchautoren VDD) mit dem Bundesministerium des Innern. Erklärtes Ziel ist, die Bedeutung des professionellen Drehbuchschreibers für das Entstehen attraktiver Filme zu unterstreichen und einen Anreiz für Drehbuchautoren zu bieten.
In den Jahren von 2001 bis 2004 wurde der deutsche Drehbuchpreis (unverfilmt) vorübergehend zusammengefasst mit dem deutschen Filmpreis für das beste verfilmte Drehbuch.
Zu Beginn wurde der Preis explizit nur an Autoren verliehen, die bei der Verfilmung nicht Regie führten. Seit 1995 werden jedoch auch Drehbücher berücksichtigt, bei denen der Regisseur als Koautor beteiligt ist.
Die Preisverleihung findet seit einigen Jahren im Rahmen des Berlinale-Empfangs des Verbands Deutscher Drehbuchautoren statt.

## Liste der bisherigen Preisträger
- 1988: Peter Kramm und Oliver Schütte für Koan
- 1989–1991: keine Preisvergabe
- 1992: Detlef Michel für Die Denunziantin; sowie Evamaria Steinke und Wolfgang Wegner für Die Kanukinder
- 1993: Wolfgang Limmer für Lenya
- 1994: Regine Kühn für Zarah L.
- 1995: Alfred Behrens für Kein Wort der Liebe
- 1996: Helmut Dietl und Patrick Süskind für Rossini – oder die mörderische Frage, wer mit wem schlief
- 1997: Frank Göhre für St. Pauli Nacht
- 1998: Thomas Brussig und Leander Haußmann für Sonnenallee
- 1999 keine Preisvergabe
- 2000: Ruth Toma und Rolf Schübel für Ein Lied von Liebe und Tod – Gloomy Sunday
- 2001: Clemens Murath für Schatten des Jaguar; sowie Natja Brunckhorst für Wie Feuer und Flamme (Bestes verfilmtes Drehbuch)
- 2002: Thomas Wendrich für Nimm dir dein Leben; sowie Bernd Lichtenberg und Wolfgang Becker für Good Bye, Lenin! (Bestes verfilmtes Drehbuch)
- 2003: Maggie Peren und Dennis Gansel für Napola – Elite für den Führer; sowie Almut Getto für Fickende Fische (Bestes verfilmtes Drehbuch)
- 2004: Marei Gerken für The far side of the sea; sowie Sven Regener für Herr Lehmann (Bestes verfilmtes Drehbuch)
- 2005: Harry Flöter für Bunker 5
- 2006: Oliver Keidel für Dr. Alemán
- 2007: Christoph Fromm für Sierra
- 2008: Klaus Krämer für Das zweite Leben des Häuslers Stocker
- 2009: Johannes Reben für Katte
- 2010: Karsten Laske für Mein Bruder, Hitlerjunge Quex
- 2011: Stefan Sarazin und Peter Keller für Nicht ganz koscher – Eine göttliche Komödie (Arbeitstitel: No Name Restaurant)[2]
- 2012: Stefan Kolditz für Es war einmal (nominiert waren außerdem Heike Libnow für Sanella und Heide Schwochow für Lagerfeuer)
- 2013: Nicole Armbruster und Marc Brummund für Freistatt
- 2014: Thomas Franke für Pizza Kabul
- 2015: Thomas Stuber und Clemens Meyer für In den Gängen.
- 2016: Anke Sevenich und Stephan Falk für Sayonara Rüdesheim[3]
- 2017: Angelina Maccarone für Klandestin[4]
- 2018: Visar Morina für Exil
- 2019: Julian Radlmaier für Blutsauger
- 2020: Jan Braren, Marc Blöbaum und Kilian Riedhof für Meinen Hass bekommt ihr nicht
- 2021: Behrooz Karamizade für Leere Netze
- 2022: Michail Lurje und Jurij Saule für Martin liest den Koran
- 2023: Ali Tamim für NOAH